# Hugues de Palerme
Hugues de Palerme (en italien : Ugo di Palermo ; † Palerme, 1161) est un archevêque de Palerme, capitale du royaume normand de Sicile, au milieu du XIIe siècle. 

## Biographie

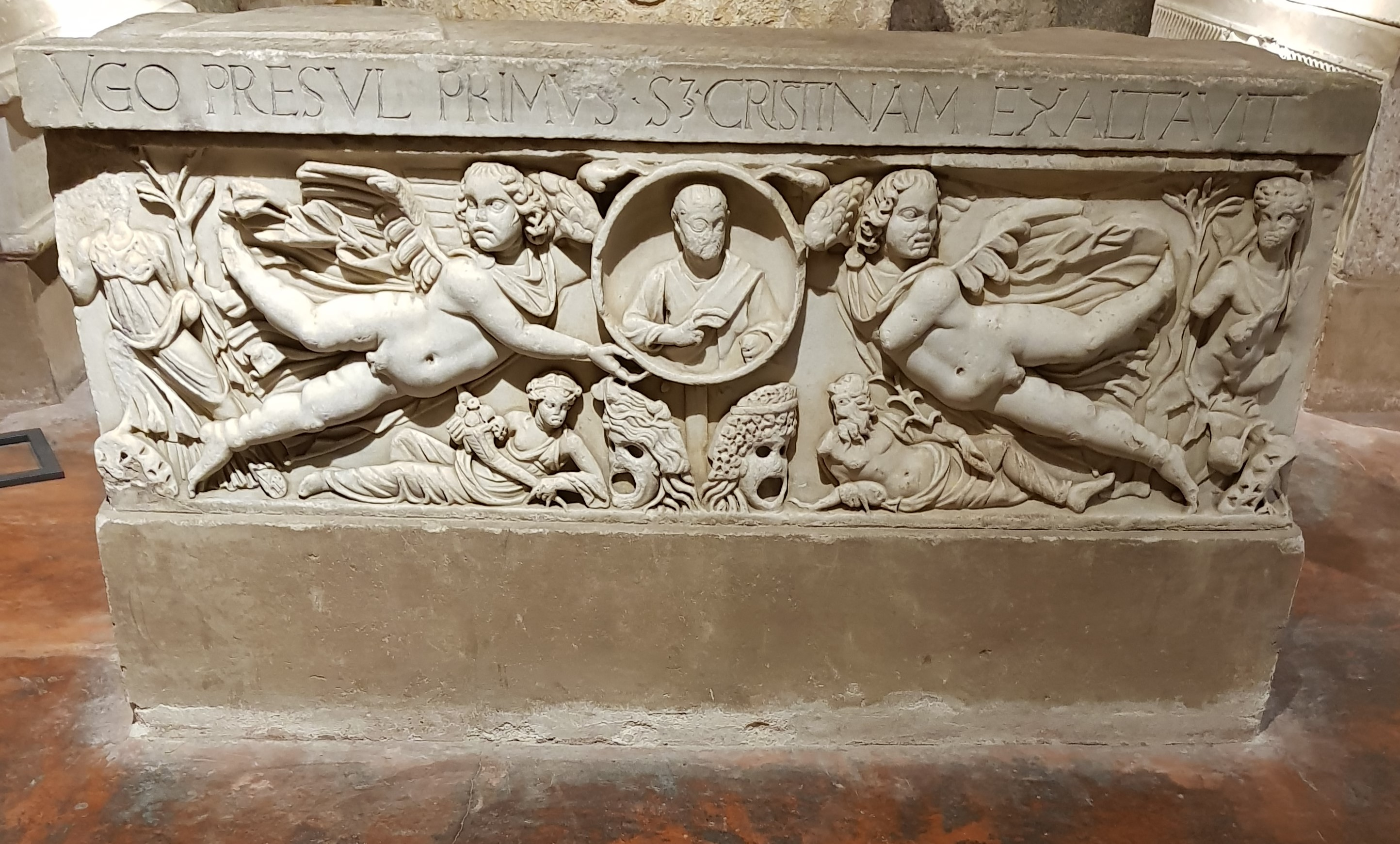
Tombeau de l'archevêque Hugues dans la crypte de la Cathédrale de Palerme.

Peut-être d'origine normande ou franque, Hugues est d'abord archevêque de Capoue avant d'être nommé archevêque de Palerme en 1150, à la fin du règne du roi Roger II de Sicile, recevant le Pallium de Rome de la part du pape Eugène III. 
En l'an 1151 à Palerme, il couronne roi de Sicile le fils du roi Roger, Guillaume, associé au pouvoir par son père. En 1156, avec Maion de Bari et Romuald de Salerne, il représente le roi lors du traité de Bénévent qui permet d'apaiser les relations entre la Papauté et le royaume siculo-normand. 
Lors des troubles des années 1160-61, Hugues participe à l'élimination du puissant Maion de Bari, un Lombard devenu « Émir des Émirs » du royaume, haute fonction faisant de cet ambitieux et peut-être comploteur détesté des barons italo-normands, le personnage le plus important du royaume après le roi. Maion est assassiné par le jeune chevalier Mattéo Bonello, alors qu'il discute avec l'archevêque Hugues, complice de Bonello, dans la nuit du 10 au 11 novembre 1160.

## Sources principales
- Hugues Falcand, Histoire Des Tyrans De Sicile, 1154-69 (XIIe siècle)